# Lu Dži
Lu Dži (kitajsko (呂己) ali Jong Dži (雍己), z osebnim imenom Dzi Djan ali Dzi Džov, je bil kralj Kitajske iz dinastije Šang. 
V Zapisih velikega zgodovinarja ga Sima Čjan omenja kot osmega kralja Šanga, ki je nasledil svojega brata Šjao Džjaja. Ustoličen je bil je letu džjašu (甲戌) z Bojem kot glavnim mestom. Vladal je dvanajst let in dobil posmrtno ime Jung Dži. Nasledil ga je brat Da Vu. 
Napisi na orakeljskih kosteh, izkopanih v Jinšuju, omenjajo, da je bil osmi kralj dinastije Šang, ki je asledil svojega brata Da Vuja in dobil posmrtno ime Lu Dži. Nasledil ga je njegov nečak Džong Ding. Med njegovim vladanjem je gospodarstvo v državi začelo pešati.